# Пшеничный трипс
Пшеничный трипс (лат. Haplothrips tritici) — вид трипсов из семейства Phlaeothripidae.

## Описание
Как у многих трипсов, тело удлинённое, тонкое, от чёрно-бурого до чёрного цвета. Длина головы в 1,1-1,2 раза превышает ширину. Глаза тёмно-бурые, почти чёрные, крупные, занимают от 1/3 до 1/2 длины головы. 2-й членик антенны в вершинной части желтовато-бурый, 3-й - жёлтый, перед вершиной затемнён, несёт две сенсиллы, 4-й - у основания и по бокам желтоватый, 5-й - только у крайнего основания желтовато-бурый. Крылья с 5-8 дополнительными ресничками, прозрачные, затемнены у основания. Передние голени за исключением основания и краев жёлтые, передние лапки жёлтые. Длина тела самки 1,5-2,2 мм, самца - 1,2-1,3 мм.

## Распространение
Обитает в Европе, Малой Азии, Северной Африке; Сибири, Казахстане, Средней Азии.

## Хозяйственное значение
Сильно вредит пшенице, особенно яровой, в меньшей степени озимой ржи, ячменю.